# Campeonato Africano de Atletismo de 2012 - 3000 m com obstáculos feminino
A prova dos 3000 metros com obstáculos feminino do Campeonato Africano de Atletismo de 2012 foi disputada no dia 1 de julho de 2012 no Estádio Charles de Gaulle em Porto Novo,  no Benim. 

## Recordes
Antes desta competição, os recordes mundiais e do campeonato nesta prova eram os seguintes:
|                       | Nome                     | Nacionalidade | Tempo     | Local   | Data                 |
| --------------------- | ------------------------ | ------------- | --------- | ------- | -------------------- |
| Recorde mundial       | Gulnara Samitova-Galkina | Rússia        | 8m 58s 81 | Pequim  | 17 de agosto de 2008 |
| Recorde do campeonato | Milcah Chemos Cheywa     | Quênia        | 9m 32s 18 | Nairóbi | 31 de julho de 2010  |
| Recorde africano      | Milcah Chemos Cheywa     | Quênia        | 9m 07s 14 | Oslo    | 7 de junho de 2012   |

## Medalhistas
| Ouro                | Prata                | Bronze                      |
| Mercy Wanjiku (KEN) | Birtukan Adamu (ETH) | Hyvin Kiyeng Jepkemoi (KEN) |

## Cronograma
Todos os horários são locais (UTC+1).
| Data       | Hora  | Evento |
| ---------- | ----- | ------ |
| 1 de julho | 15:15 | Final  |

## Resultado final
| Posição           | Atleta                | Nacionalidade | Tempo    | Notas |
| ----------------- | --------------------- | ------------- | -------- | ----- |
| Medalha de ouro   | Mercy Wanjiku         | Quênia        | 9:43.26  |       |
| Medalha de prata  | Birtukan Adamu        | Etiópia       | 9:45.41  |       |
| Medalha de bronze | Hyvin Kiyeng Jepkemoi | Quênia        | 9:45.95  |       |
| 4                 | Mekdes Bekele         | Etiópia       | 9:53.97  |       |
| 5                 | Eliene Saholinirina   | Madagáscar    | 9:56.70  |       |
| 6                 | Lemelem Berha         | Etiópia       | 10:09.53 |       |
| 7                 | Noleen Conrad         | África do Sul | 10:15.30 |       |

Legenda
| Recorde mundial       | Recorde mundial (World record)               |                       | Recorde africano                      | Recorde africano (African) |                                           | Q | Classificado por posição (Qualified) |
| Recorde do campeonato | Recorde do campeonato (Championship record)  | Recorde da América    | Recorde da América (Americas)         | q                          | Classificado por melhor tempo (Qualified) |   |                                      |
| Melhor marca do ano   | Melhor marca do ano (World leading)          | Recorde asiático      | Recorde asiático (Asian)              | DNS                        | Não largou (Did not start)                |   |                                      |
| Recorde nacional      | Recorde nacional (National record)           | Recorde europeu       | Recorde europeu (European)            | DNF                        | Não terminou (Did not finish)             |   |                                      |
| Recorde pessoal       | Recorde pessoal do atleta (Personal best)    | Recorde da Oceania    | Recorde da Oceania (Oceania)          | DSQ / DQ                   | Desclassificado (Disqualified)            |   |                                      |
| Recorde da temporada  | Recorde da temporada do atleta (Season best) | Recorde sul-americano | Recorde sul-americano (South America) | NM                         | Sem marca (No mark)                       |   |                                      |